# فرودگاه فایو مایل
فرودگاه فایو مایل (به انگلیسی: Five Mile Airport) (به زبان بومی: Five Mile Camp Airport) یک فرودگاه خصوصی بهره‌برداری هوایی با کد یاتا FMC است که یک باند فرود شن دارد و طول باند آن ۸۲۳ متر است. این فرودگاه در کشور ایالات متحده آمریکا قرار دارد و در ارتفاع ۱۵۵ متری از سطح دریا واقع شده است.